# Adam Waczyński
Adam Waczynski (nacido el 15 de octubre de 1989 en Torun, Polonia) es un baloncestista polaco que juega de alero actualmente para el BAXI Manresa de la Liga ACB.

## Trayectoria
Es un alero formado en las categorías inferiores del Wax Torun. En la temporada 2004-2005 firma por el Asseco Prokom Gdynia, al que regresaría la temporada siguiente, tras jugar en el Trefl Sopot.
En la temporada 2008-2009, forma parte del Górnik Wałbrzych y en la 2009-2010 del PBG Poznań.
En 2010 regresa al Trefl Sopot de Polonia, donde tendría una segunda experiencia de cuatro temporadas, promediando 14'8 puntos por partido y 4'1 rebotes, conquistando así 2 copas y 2 supercopas polacas.
En verano de 2014, llega a España para jugar en el Monbus Obradoiro de la Liga ACB, en el que juega durante dos temporadas.
En julio de 2016, firmó un contrato de tres años con el equipo español de Unicaja Málaga de la Liga ACB.
En la temporada 2016-17, Waczyński ganó la Eurocup con el Unicaja Málaga, tras vencer al Valencia Basket en la final.
El 17 de julio de 2020, renueva su contrato por Unicaja Málaga, durante una temporada más.
El 9 de septiembre de 2021, firma por el Casademont Zaragoza de la Liga ACB.
El 24 de octubre de 2022, firma por el BAXI Manresa de la Liga ACB durante un mes.

## Palmarés
- 2007. Polonia. Europeo Sub-18 División B, en Sofía (Bulgaria). Bronce
- 2007-08 Trefl Sopot (Polonia). Sub-20. Subcampeón
- 2009. Polonia. Europeo Sub-20 División B, en Skopie (Macedonia). Bronce
- 2011-12. Trefl Sopot (Polonia). PLK. Subcampeón
- 2011-12 y 2012-2013 Trefl Sopot (Polonia). Copa. Campeón
- 2012-13 y 2013-2014 Trefl Sopot (Polonia). Supercopa. Campeón
- Eurocup (1): 2017.

## Nominaciones
- 2006. Disputa el All-Star Game Sub-21 de la liga polaca
- 2007-08. Prokom Trefl Sopot (Polonia). Sub-20. Mejor Quinteto
- 2009, 2010, 2011, 2014 All-Star Game de la liga polaca.

## Estadísticas
- 2005/06. Trefl Sopot- 2'0 puntos,0'0 rebotes y 2 de valoración.
- 2006/07. Trefl Sopot- 2'8 puntos y 0'6 rebotes.
- 2007/08. Asseco Prokom Gdynia.
- 2008/09. Górnik Wałbrzych- 10'4 puntos y 3'4 rebotes.
- 2009/10. PBG Poznań- 9'4 puntos y 2'0 rebotes.
- 2010/14. Trefl Sopot- 14.8 puntos, 4.1 rebotes y 13.8 de valoración.
- 2014/15. Obradoiro Clube de Amigos do Baloncesto - 11'6 puntos y 1'7 rebotes.
- 2015/16. Obradoiro Clube de Amigos do Baloncesto - 12,5 puntos y 1'8 rebotes.